# Islamologie
Die Islamologie ist eine akademische Wissenschaftsdisziplin, deren Aufgabe eine historisch-sozialwissenschaftliche Erforschung des Islam und seiner Zivilisation ist. 
Im Gegensatz zur traditionellen Islamwissenschaft beschäftigt sich die Disziplin der Islamologie mit den gesellschaftlichen, politischen und historischen Realitäten der islamischen Welt, nicht mit den philologischen Quellen und religiösen Schriften des Islam. Sie ist daher keine Lehre der religiösen Dogmatik im Islam.
Bassam Tibi hat in zwei deutschsprachigen Buchtrilogien seit den 1980er Jahren und in einer Buch-Trilogie (1998–2012) in englischer Sprache die sozialwissenschaftlich-historische Islamologie begründet. Tibi entwirft die Geschichte und den Inhalt der neuen Disziplin in seinem Buch Islam’s Predicament with Modernity aus dem Jahr 2009. 
In seinem deutschsprachigen Buch Islamische Geschichte und deutsche Islamwissenschaft: Islamologie und die Orientalismus-Debatte (2017, ISBN 978-3-8382-1053-7) greift Tibi die Islamologie auf und übt Kritik an der deutschen Islamwissenschaft, für die er einen Paradigmenwechsel fordert.